# قصدمندی
قصدمندی یا حیث یا جهت التفاتی (به انگلیسی: intentionality) یک مفهوم فلسفی است و دانشنامه فلسفه استنفورد آن را چنین تعریف کرده‌است: «توانایی اذهان در مورد چیزی بودن، تصور کردن، در ازای چیزی قرار دادن، چیزها، ویژگی‌ها و حالات امور .» این اصطلاح به توانایی ذهن برای ساختن تصورات اشاره دارد و نباید با نیت(Intention) خلط شود. این واژه از دوران مدرسی‌گری رایج شده‌است. اما در فلسفه جدید فرانتس برنتانو این واژه را دوباره احیا کرد و ادموند هوسرل از سردمداران پدیدارشناسی آن را رواج داد. اولین نظریه حیث التفاتی توسط انسلم در برهان هستی شناختی برای اثبات وجود خدا به کار رفته‌است و این گونه وی میان اشیایی که در اذهان و فهم انسانی وجود دارند و اشیایی که در واقع وجود دارند، تمییز و تفکیک قائل شد.
نباید دو واژه اینتنشنالیتی که با حرف انگلیسی T همراه است و اینتنشنالیتی که با S همراه است را با هم اشتباه کرد. مفهوم دوم متعلق به حوزه‌های منطق و سمانتیک است.

## بررسی اجمالی
مفهوم حیث التفاتی در فلسفه قرن نوزدهم توسط فرانتز برنتانو فیلسوف آلمانی و بنیانگذار روان‌شناسی عمل دوباره وارد حوزه فلسفه و اندیشه شد. در کتابی که با عنوان «روان‌شناسی از منظری تجربی» نگاشت برنتانو ادعا کرد که حیث التفاتی ویژگی همه اعمال آگاهی است که پدیداری روانی و ذهنی هستند و این گونه از پدیدارهای فیزیکی و طبیعی جدا می‌شوند.
برنتانو تعبیر «در وجود التفاتی» را رواج داد تا به ویژگی هستی شناختی محدود محتواهای پدیدار ذهنی اشارت کند. طبق برخی از تفسیرها در باب حرف اضافه In یا در یا در وجود، باید این پیشوند را به صورت دری و اضافی معنا کرد یعنی این که یک شی التفاتی{...}وجود دارد در یا این که در-وجود دارد یعنی به صورت خارجی وجود ندارد بلکه یک حالت ذهنی و روان شناختی دارد. در حالیکه برخی دیگر از مفسران معتقدند که علامت{...}هیچ تعهد هستی شناختی را ایجاب نمی‌کند.
[آنچه ادموند هوسرل(Husserl,Edmund-1859-1938) آن را تحت عنوان «حیث التفاتی و قصد» مطرح کرده با آنچه حکمای اسلامی در باب علم و آگاهی ابراز می‌دارند بسیار نزدیک است . این فیلسوف آلمانی اصطلاح «حیث التفاتی و قصد» را از برنتاو(Brentano,franz-1838-1917)گرفته و او نیز در به کار بردن این اصطلاح تحت تأثیر فلاسفه قرون وسطی بوده‌است. اکنون اگر توجه داشته باشیم که اندیشمندان قرون وسطای مسیحی با آثار فلاسفهٔ بزرگ اسلامی آشنایی داشته‌اند به روشنی معلوم می‌شود که ادموند هوسرل به‌طور غیرمستقیم به طرز تفکر فیلسوفان مسلمان نزدیک بوده‌است.
تفاوت میان مقصود بالذات و معلوم بالذات نشان می‌دهد که علم، در گوهر و ماهیت خود یک «حیث التفاتی» است که همواره به چیزی اشاره دارد.
عبدالرزاق کاشانی می‌گوید: موقف، مقام وقفه را تشکیل می‌دهد که در واقع نوعی درنگ میان دو مقام دیگر شناخته می‌شود … این مرحله یک مرحلهٔ بسیار مهم و ظریفی است که عارف در آن لحظه باید آن را درک کند.در مواردی هم که معلومی جهت متمرکز کردن حیث التفاتی‌مان به آن وجود نداشته باشد (درنگ میان دو مقام)، ما به دلیل زنده بودن مُدرک هستیم و حیث التفاتی داریم.]

## تاریخچه مفهوم
مفهوم اینتنشنالیتی یا حیث التفاتی در فلسفه اسکولاستیک وارد شد مخصوصاً زمانی که تفسیرهایی بر کتاب نفس ارسطو نوشته شد. آلن دو لیبر این تفاوت معنایی را چنین بازگو می‌کند:
"اینتنشن از واژه لاتین اینتنسیوintention: معانی روان شناختی» در قرون دوازدهم، ترجمه عربی این واژه همان معقول یا معنا، مفهوم، ایده، مدلول است. همچنین ترجمه لوگوس یونانی به معنای صورت (همچنان که در تعبیر صورت یک چیز) مشاهده می‌شود. نزد ابن سینا به معنای بازنمودی است که منشأ حسانی ندارد مثلاً احساس یک خطر و توسط یک حس درونی شکل داده شده‌است و با حواس خارجی چون بینایی متداعی می‌شود همچون دیدن یک گرگ توسط یک گوسفند.